# The Muppets Studio
The Muppets Studio (précédemment la Muppets Holding Company de 2004 à 2007) est la société détentrice depuis le 15 mai 2004 des droits sur les personnages des Muppets issus du Muppet Show. C'est une filiale de la Walt Disney Company créée après le rachat des droits à la Jim Henson Company pour 75 millions d'USD.
Les autres personnages considérés comme des Muppets sont répartis depuis 2004 entre différentes sociétés :
- Les Fraggle Rock sont toujours détenus par la Jim Henson Company
- les personnages de 1, rue Sésame (Sesame Street) sont la propriété du Sesame Workshop
- Tibère et la Maison bleue (Bear in Big Blue House) et les personnages du Muppet Show sont détenus par la Muppets Holding Company.

## Historique
Disney avait commencé des pourparlers avec Jim Henson, le créateurs de Muppets en 1989 et avait conclu un accord le 29 août 1989. La mort de Jim Henson en mai 1990 permit à ses ayants droit de pouvoir renégocier le contrat. L'accord fut cassé en décembre 1990 par la famille de Henson,. Ce n'est qu'en 2002 (avec la mort de la veuve de Jim Henson) que les pourparlers reprirent pour aboutir à une séparation des différentes productions de la Jim Henson Company.
En avril 2007, la "Muppets Holding Company" est rebaptisée "The Muppets Studio".
Le 11 avril 2011, Marvel Comics et Disney annoncent qu'ils lanceront en juin une publication grand format sur les Muppets.
Le 17 mars 2015, Disney annonce la production d'une série avec les Muppets sur Disney Junior avec Kermit parlant aux enfants.
Le 27 octobre 2017, Disney Junior et The Muppets Studio préparent une nouvelle série Les Muppet Babies en animation de synthèse pour 2018.
Le 21 février 2018, Disney prévoit de redémarrer les Muppets pour son service de vidéo,.